# Ganz KCSV–6
A KCSV–6 (Közúti Csuklós Villamos, 6-os típus) a budapesti Ganz Hunslet által a kilencvenes években gyártott villamostípus, jelenleg a legutolsó magyar fejlesztés. Mindössze 11 darab készült belőle, ezek mindegyike Debrecenben fut az 1-es villamosvonalon. A 11 darabból már csak 10 közlekedik.

## Műszaki részletek

### Meghajtás
A jármű számítógépes hajtás- és fékrendszerrel, valamint ezeket összefogó hajtásvezérlő rendszerrel rendelkezik.
| Motor típusa                           | TK 61 L            |
| Feszültsége                            | 300 V              |
| Teljesítménye (tartós)                 | 85 kW              |
| Legnagyobb áram indításkor/fékezéskor  | 500 A              |
| Legnagyobb fordulatszám                | 3400 fordulat/perc |
| Áram az állandó termikus munkaponton   | 330 A              |
| Fordulatszám áll. termikus munkaponton | 1737 fordulat/perc |
| Környezeti hőmérséklet                 | -30 °C ÷ +40 °C    |
| Motorok száma                          | 4 db               |
| Gyártó                                 | Ganz Ansaldo       |

Motorikusan 3 jármű kapcsolható össze, de mivel már iker üzemmódban is túl hosszúak lennének Debrecen számára, csak szóló módban közlekednek.

### Karosszéria
A villamos acélszerkezetű, korróziós védelemmel ellátott, az alváz és a kocsiszekrény egységes szerkezet. Az alváz az oldalfalakkal, a tetővel, a kocsihomlokkal együtthordó hegesztett szerkezetet alkot, amely a teherviselésben egységesen vesz részt. Két vezetőállásos, nincs középrésze. Relatíve alacsony padlómagassága miatt néhány szerkezeti elemet összezsúfolva helyeztek el. Ütközője az orr-rész mögött, rejtve helyezkedik el. Ajtajai modernek, kifelé nyílóak.

## Galéria

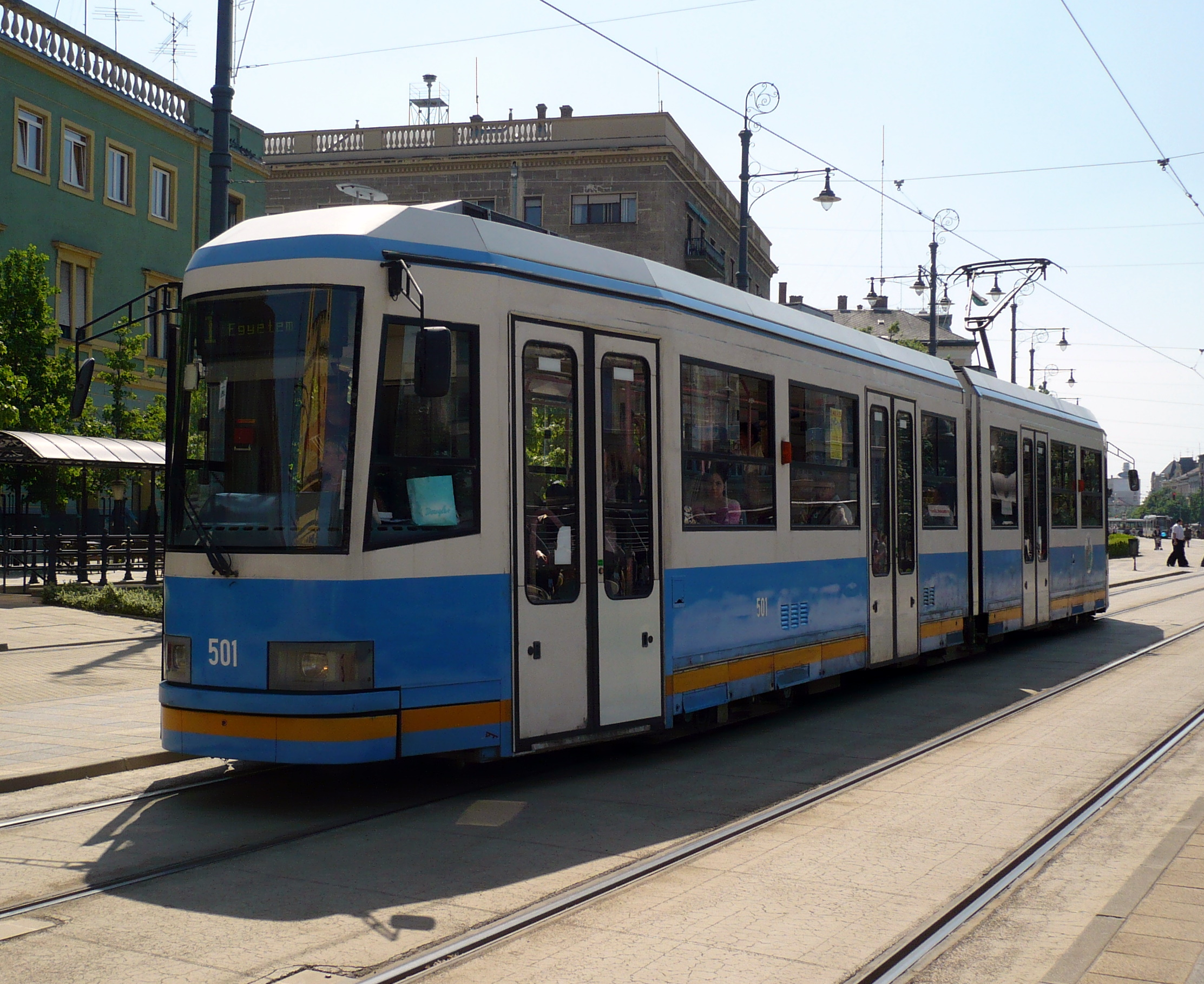
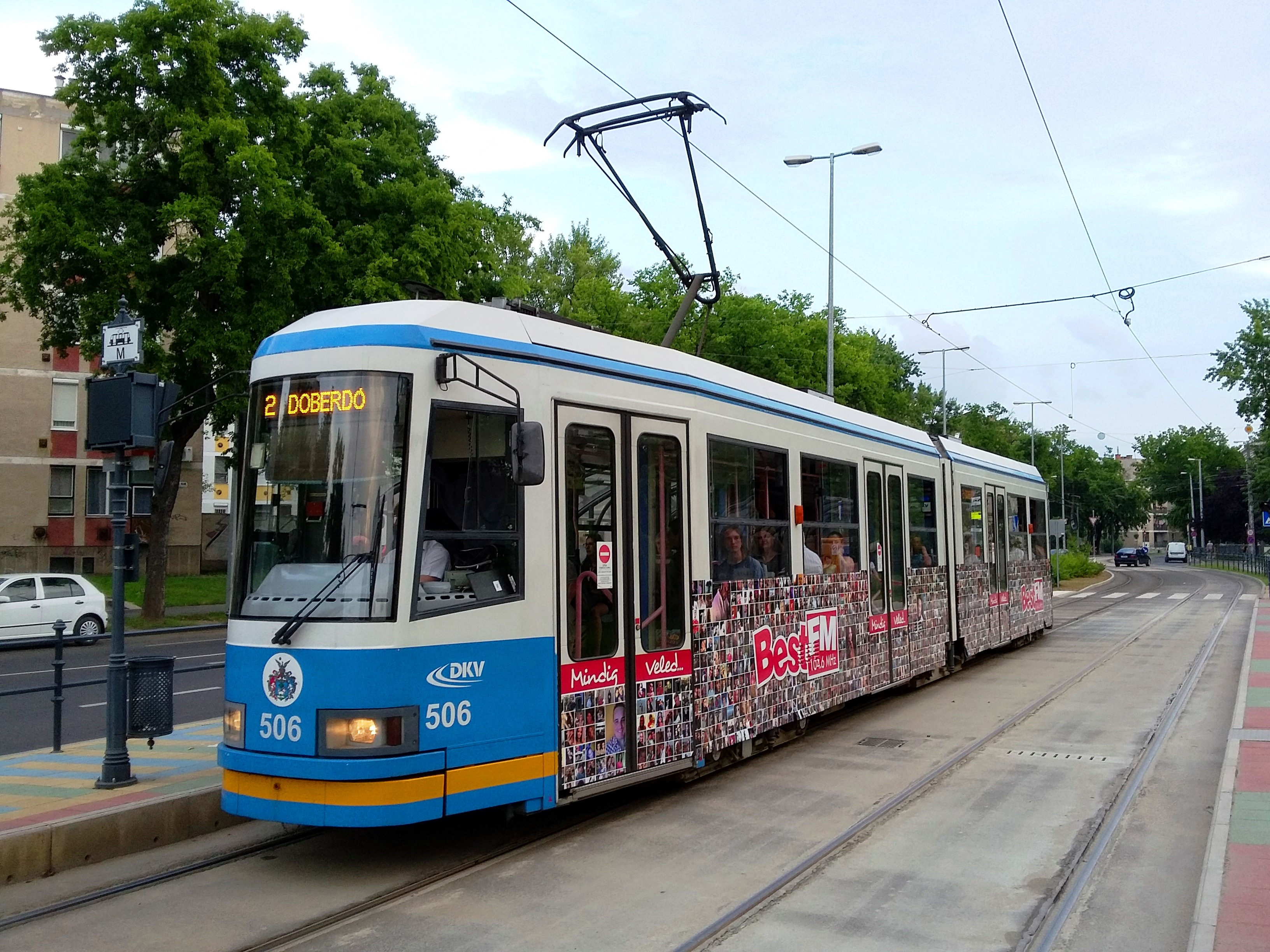
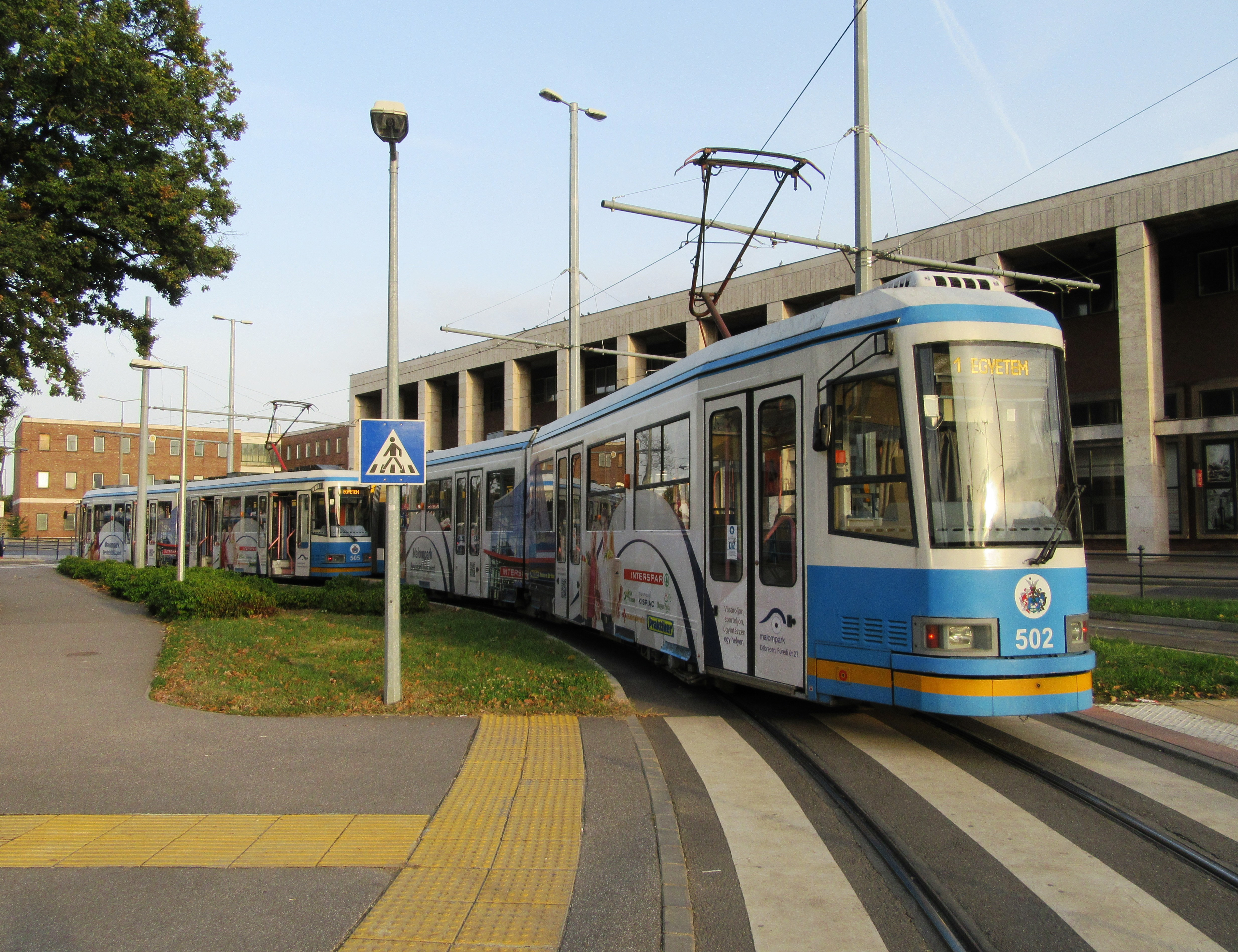
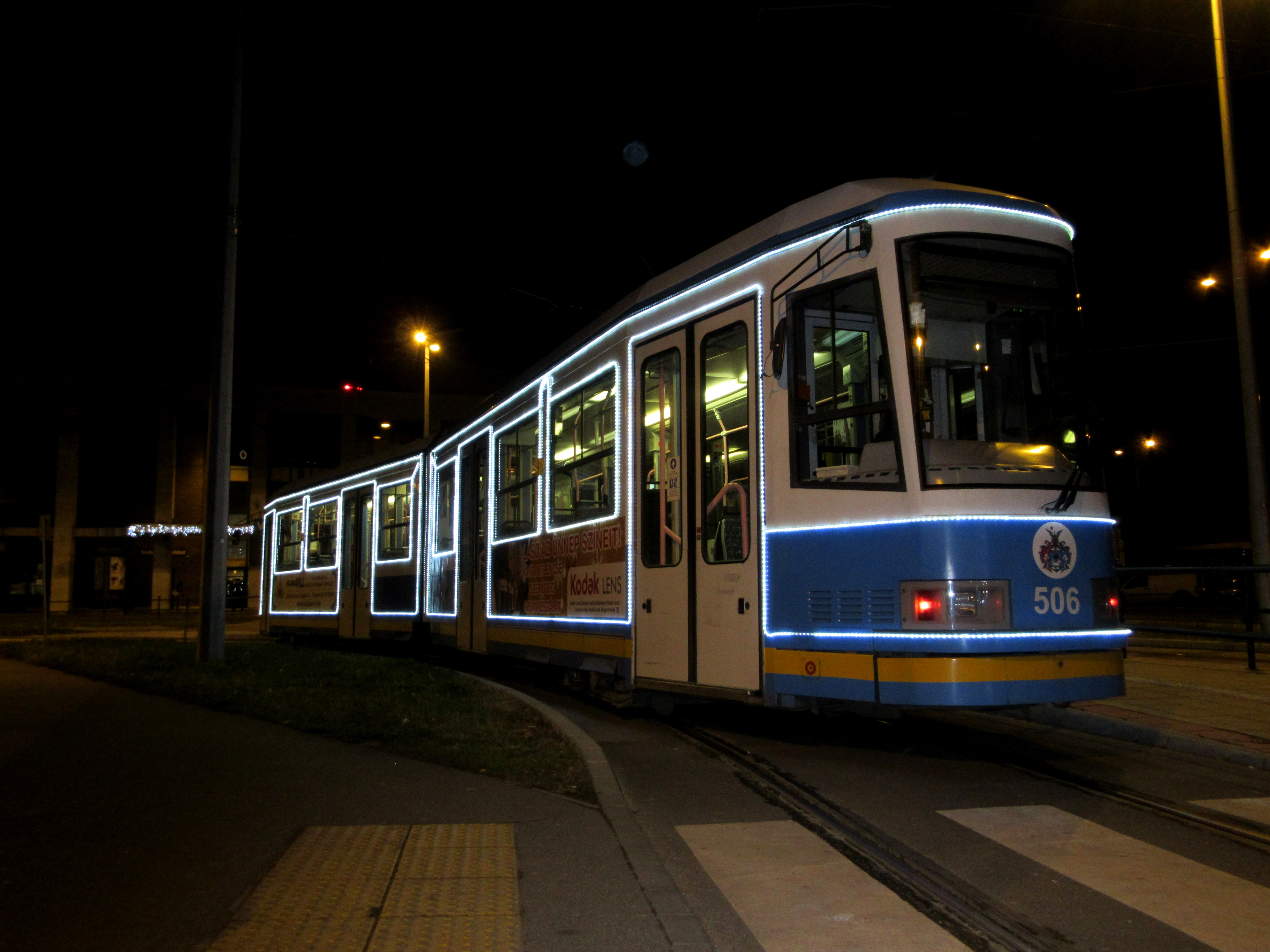